# Premio BSFA a la mejor novela
El premio BSFA a la mejor novela es una de las categorías de los premios BSFA que se entregan anualmente desde 1970 a novelas de los géneros de ciencia ficción o fantasía publicadas en inglés o traducidas a dicho idioma durante el año natural anterior al de la entrega del premio.[cita requerida] Anteriormente a 2018, sólo podían optar al premio aquellas novelas publicadas en Reino Unido o Irlanda durante el periodo de elegibilidad, pero en noviembre de 2018 la BSFA cambió el reglamento para eliminar dicha restricción y permitir la elegibilidad de las obras indepedientemente del lugar de publicación.
Como el resto de los premios BSFA, los nominados y los ganadores son elegidos sobre la base de una votación de los miembros de la Asociación Británica de Ciencia Ficción (BSFA). Además, recientemente los miembros de la convención Eastercon fueron incluidos como elegibles para votar.
Este premio está abierto a una novela de cualquier longitud; adicionalmente, aquellos trabajos serializados también son elegibles, siempre que la fecha de publicación de la parte final corresponda al año natural previo.

## Palmarés

### Ganadores
| Año           | Título                                  | Autor                  |
| ------------- | --------------------------------------- | ---------------------- |
| 1969          | Todos sobre Zanzíbar                    | John Brunner           |
| 1970          | Órbita inestable                        | John Brunner           |
| 1971          | El momento del eclipse                  | Brian W. Aldiss        |
| 1973          | Cita con Rama                           | Arthur C. Clarke       |
| 1974          | El mundo invertido                      | Christopher Priest     |
| 1975          | Orbitsville                             | Bob Shaw               |
| 1976          | Brontomek!                              | Michael G. Coney       |
| 1977          | El modelo Jonás                         | Ian Watson             |
| 1978          | Una mirada a la oscuridad               | Philip K. Dick         |
| 1979          | Compañía de sueños ilimitada            | J. G. Ballard          |
| 1980          | Cronopaisaje                            | Gregory Benford        |
| 1981          | La sombra del torturador                | Gene Wolfe             |
| 1982          | Heliconia: Primavera                    | Brian W. Aldiss        |
| 1983          | Tik-Tok                                 | John Sladek            |
| 1984          | Bosque Mitago                           | Robert Holdstock       |
| 1985          | Heliconia: Invierno                     | Brian W. Aldiss        |
| 1986          | Los astronautas harapientos             | Bob Shaw               |
| 1987          | Gráinne                                 | Keith Roberts          |
| 1988          | Lavondyss                               | Robert Holdstock       |
| 1989          | Pirómides                               | Terry Pratchett        |
| 1990          | Reconquistar Plenty                     | Colin Greenland        |
| 1991          | La caída de Hyperion                    | Dan Simmons            |
| 1992          | Marte rojo                              | Kim Stanley Robinson   |
| 1993          | Aztec Century                           | Christopher Evans      |
| 1994          | Feersum Endjinn                         | Iain Banks             |
| 1995          | Las naves del tiempo                    | Stephen Baxter         |
| 1996          | Excesión                                | Iain Banks             |
| 1997          | Rakhat: La última misión de la Compañía | Mary Doria Russell     |
| 1998          | The Extremes                            | Christopher Priest     |
| 1999          | The Sky Road                            | Ken MacLeod            |
| 2000          | Ash: A Secret History                   | Mary Gentle            |
| 2001          | Ciudad abismo                           | Alastair Reynolds      |
| 2002          | El último día de la guerra              | Christopher Priest     |
| 2003          | Felaheen                                | Jon Courtenay Grimwood |
| 2004          | El río de los dioses                    | Ian McDonald           |
| 2005          | Aire                                    | Geoff Ryman            |
| 2006          | End of the World Blues                  | Jon Courtenay Grimwood |
| 2007          | Brasyl                                  | Ian McDonald           |
| 2008          | The Night Sessions                      | Ken MacLeod            |
| 2009          | La ciudad y la ciudad                   | China Miéville         |
| 2010          | The Dervish House                       | Ian McDonald           |
| 2011          | The Islanders                           | Christopher Priest     |
| 2012          | Jack Glass                              | Adam Roberts           |
| 2013 Ex-aequo | Justicia auxiliar                       | Ann Leckie             |
| 2013 Ex-aequo | Ack-Ack Macaque                         | Gareth L. Powell       |
| 2014          | Espada auxiliar                         | Ann Leckie             |
| 2015          | The House of Shattered Wings            | Aliette de Bodard      |
| 2016          | Europe in Winter                        | Dave Hutchinson        |
| 2017          | The Rift                                | Nina Allan             |
| 2018          |                                         | Gareth L. Powell       |
| 2019          | Herederos del caos                      | Adrian Tchaikovsky     |
| 2020          | La ciudad que nos unió                  | N. K. Jemisin          |
| 2021          |                                         | Adrian Tchaikovsky     |
| 2022          |                                         | Adrian Tchaikovsky     |
| 2023          |                                         | Juliet E. McKenna      |

### Nominados

#### Década de 1970
*   Premiado(s)
| Año  | Obra                         | Creador(es)        | Editor(es)          | Ref    |
| ---- | ---------------------------- | ------------------ | ------------------- | ------ |
| 1969 | Todos sobre Zanzíbar         | John Brunner       | Doubleday           | [ 4 ]  |
| 1970 | Órbita inestable             | John Brunner       | Ace                 | [ 5 ]  |
| 1971 | El momento del eclipse       | Brian W. Aldiss    | Faber & Faber       | [ 6 ]  |
| 1973 | Cita con Rama                | Arthur C. Clarke   | Galaxy Sep-Oct 1973 | [ 7 ]  |
| 1974 | El mundo invertido           | Christopher Priest | Faber & Faber       | [ 8 ]  |
| 1975 | Orbitsville                  | Bob Shaw           | Gollancz            | [ 9 ]  |
| 1976 | Brontomek!                   | Michael G. Coney   | Gollancz            | [ 10 ] |
| 1977 | The Jonah Kit                | Ian Watson         | Gollancz            | [ 11 ] |
| 1978 | Una mirada a la oscuridad    | Philip K. Dick     | Doubleday           | [ 12 ] |
| 1979 | Compañía de sueños ilimitada | J. G. Ballard      | Jonathan Cape       | [ 13 ] |
| 1979 | Las fuentes del paraíso      | Arthur C. Clarke   | Gollancz            | [ 13 ] |
| 1979 | En alas de la canción        | Thomas M. Disch    | Gollancz            | [ 13 ] |
| 1979 | Blind Voices                 | Tom Reamy          | Sidgwick & Jackson  | [ 13 ] |
| 1979 | A.K.A.: A Cosmic Fable       | Rob Swigart        | Magnum              | [ 13 ] |

#### Década de 1980
*   Premiado(s)
| Año  | Obra                         | Creador(es)          | Editor(es)          | Ref    |
| ---- | ---------------------------- | -------------------- | ------------------- | ------ |
| 1980 | Cronopaisaje                 | Gregory Benford      | Simon & Schuster    | [ 14 ] |
| 1980 | Transfiguraciones            | Michael Bishop       |                     | [ 14 ] |
| 1980 | Engine Summer                | John Crowley         | Doubleday           | [ 14 ] |
| 1980 | Tras el incierto horizonte   | Frederik Pohl        | Ballantine Del Rey  | [ 14 ] |
| 1980 | Molly Zero                   | Keith Roberts        | Gollancz            | [ 14 ] |
| 1980 | A World Between              | Norman Spinrad       | Pocket Books        | [ 14 ] |
| 1981 | La sombra del torturador     | Gene Wolfe           | Sidgwick & Jackson) | [ 15 ] |
| 1981 | Hola, América                | J. G. Ballard        | Jonathan Cape       | [ 15 ] |
| 1981 | Where Time Winds Blow        | Robert Holdstock     | Faber & Faber       | [ 15 ] |
| 1981 | La afirmación                | Christopher Priest   | Faber & Faber       | [ 15 ] |
| 1982 | Heliconia: Primavera         | Brian W. Aldiss      | Cape; Atheneum      | [ 16 ] |
| 1982 | Sólo un enemigo: el tiempo   | Michael Bishop       | Timescape           | [ 16 ] |
| 1982 | Pequeño, grande              | John Crowley         | Bantam              | [ 16 ] |
| 1982 | La invasión divina           | Philip K. Dick       | Timescape Books     | [ 16 ] |
| 1982 | La espada del lictor         | Gene Wolfe           | Timescape           | [ 16 ] |
| 1983 | Tik-Tok                      | John Sladek          | Gollancz            | [ 17 ] |
| 1983 | Heliconia: Verano            | Brian W. Aldiss      | Cape                | [ 17 ] |
| 1983 | Cat Karina                   | Michael G. Coney     | Ace Books           | [ 17 ] |
| 1983 | Golden Witchbreed            | Mary Gentle          | Gollancz            | [ 17 ] |
| 1983 | La ciutadela del autarca     | Gene Wolfe           | Timescape           |        |
| 1984 | El glamour                   | Christopher Priest   | Jonathan Cape       | [ 18 ] |
| 1984 | El imperio del sol           | J. G. Ballard        | Gollancz            | [ 18 ] |
| 1984 | Noches en el circo           | Angela Carter        | Chatto & Windu      | [ 18 ] |
| 1984 | Neuromante                   | William Gibson       | Gollancz            | [ 18 ] |
| 1984 | Bosque Mitago                | Robert Holdstock     | Gollancz            | [ 18 ] |
| 1985 | Heliconia: Invierno          | Brian W. Aldiss      | Cape                | [ 19 ] |
| 1985 | Las Puertas de Anubis        | Tim Powers           | Chatto & Windus     | [ 19 ] |
| 1985 | Kiteworld                    | Keith Roberts        | Gollancz            | [ 19 ] |
| 1985 | The Warrior Who Carried Life | Geoff Ryman          | Allen & Unwin       | [ 19 ] |
| 1985 | Free Live Free               | Gene Wolfe           | Gollancz            | [ 19 ] |
| 1986 | The Ragged Astronauts        | Bob Shaw             | Gollancz            | [ 20 ] |
| 1986 | Música en la sangre          | Greg Bear            | Gollancz            | [ 20 ] |
| 1986 | Conde Cero                   | William Gibson       | Gollancz            | [ 20 ] |
| 1986 | Queen of the States          | Josephine Saxton     | The Women's Press   | [ 20 ] |
| 1986 | Cismatrix                    | Bruce Sterling       | Penguin             | [ 20 ] |
| 1987 | Gráinne                      | Keith Roberts        | Kerosina            | [ 21 ] |
| 1988 | Lavondyss                    | Robert Holdstock     | VGSF/Gollancz       | [ 22 ] |
| 1988 | El jugador                   | Iain M. Banks        |                     |        |
| 1988 | Mona Lisa acelerada          | William Gibson       |                     |        |
| 1988 | Kairos                       | Gwyneth Jones        |                     |        |
| 1988 | The Wooden Spaceships        | Bob Shaw             |                     |        |
| 1988 | Life During Wartime          | Lucius Shepard       |                     |        |
| 1989 | Pirómides                    | Terry Pratchett      | Gollancz            | [ 23 ] |
| 1989 | A Child Across the Sky       | Jonathan Carroll     | Legend; Century     | [ 23 ] |
| 1989 | Cyteen                       | C. J. Cherryh        | NEL                 | [ 23 ] |
| 1989 | La costa dorada              | Kim Stanley Robinson | Or                  | [ 23 ] |
| 1989 | The Child Garden             | Geoff Ryman          | Unwin Hyman         | [ 23 ] |

#### Década de 1990
*   Premiado(s)
| Año  | Obra                              | Creador(es)                                           | Editor(es)            | Ref    |
| ---- | --------------------------------- | ----------------------------------------------------- | --------------------- | ------ |
| 1990 | Take Back Plenty                  | Colin Greenland                                       | Unwin                 | [ 24 ] |
| 1990 | El uso de las armas               | Iain M. Banks                                         | Macdonald             | [ 24 ] |
| 1990 | Rats and Gargoyles                | Mary Gentle                                           | Bantam UK             | [ 24 ] |
| 1990 | La máquina diferencial            | William Gibson y Bruce Sterling                       | Gollancz              | [ 24 ] |
| 1990 | Hyperion                          | Dan Simmons                                           | Headline              | [ 24 ] |
| 1991 | La caída de Hyperion              | Dan Simmons                                           | Headline              | [ 25 ] |
| 1991 | The Architecture of Desire        | Mary Gentle                                           | Bantam UK             | [ 25 ] |
| 1991 | Eternal Light                     | Paul J. McAuley                                       | Gollancz              | [ 25 ] |
| 1992 | Marte rojo                        | Kim Stanley Robinson                                  | HarperCollins UK      | [ 26 ] |
| 1992 | Hot Head                          | Simon Ings                                            | Grafton               | [ 26 ] |
| 1992 | Hearts, Hands and Voices          | Ian McDonald                                          | Gollancz              | [ 26 ] |
| 1992 | Lost Futures                      | Lisa Tuttle                                           | Grafton               | [ 26 ] |
| 1992 | El libro del día del Juicio Final | Connie Willis                                         | NEL                   | [ 26 ] |
| 1993 | Aztec Century                     | Christopher Evans                                     | Gollancz              | [ 27 ] |
| 1993 | Harm's Way                        | Colin Greenland                                       | HarperCollins UK      | [ 27 ] |
| 1993 | Ammonite                          | Nicola Griffith                                       | Grafton               | [ 27 ] |
| 1993 | Marte verde                       | Kim Stanley Robinson                                  | HarperCollins UK      | [ 27 ] |
| 1993 | Snow Crash                        | Neal Stephenson                                       | Roc UK                | [ 27 ] |
| 1994 | El Artefakto                      | Iain M. Banks                                         | Orbit                 | [ 28 ] |
| 1994 | Engineman                         | Eric Brown                                            | Pan                   | [ 28 ] |
| 1994 | Ciudad permutación                | Greg Egan                                             | Millennium            | [ 28 ] |
| 1994 | North Wind                        | Gwyneth Jones                                         | Gollancz              | [ 28 ] |
| 1994 | Necroville                        | Ian McDonald                                          | Gollancz              | [ 28 ] |
| 1995 | Las naves del tiempo              | Stephen Baxter                                        | HarperPrism           | [ 29 ] |
| 1995 | The Nano Flower                   | Peter F. Hamilton                                     |                       | [ 29 ] |
| 1995 | Fairyland                         | Paul J. McAuley                                       | Gollancz              | [ 29 ] |
| 1995 | Chaga                             | Ian McDonald                                          | Gollancz              | [ 29 ] |
| 1995 | Blood: A Southern Fantasy         | Michael Moorcock                                      |                       | [ 29 ] |
| 1995 | El prestigio                      | Christopher Priest                                    | Simon & Schuster      | [ 29 ] |
| 1996 | Excesión                          | Iain M. Banks                                         | Orbit                 | [ 30 ] |
| 1996 | The Memory Palace                 | Gill Alderman                                         | HarperCollins Voyager | [ 30 ] |
| 1996 | The Stone Canal                   | Ken MacLeod                                           | Legend                | [ 30 ] |
| 1996 | Marte azul                        | Kim Stanley Robinson                                  | HarperCollins Voyager | [ 30 ] |
| 1996 | Interface                         | Neal Stephenson y George Jewsbury como "Stephen Bury" | Michael Joseph        | [ 30 ] |
| 1996 | El fuego sagrado                  | Bruce Sterling                                        | Orion                 | [ 30 ] |
| 1997 | The Sparrow                       | Mary Doria Russell                                    | Black Swan            | [ 31 ] |
| 1997 | A Son of the Rock                 | Jack Deighton                                         | Orbit                 | [ 31 ] |
| 1997 | Signs of Life                     | M. John Harrison                                      | Gollancz              | [ 31 ] |
| 1997 | Earthquake Weather                | Tim Powers                                            | Legend                | [ 31 ] |
| 1997 | Jack Faust                        | Michael Swanwick                                      | Orion/Millennium      | [ 31 ] |
| 1998 | The Extremes                      | Christopher Priest                                    | Simon & Schuster UK   | [ 32 ] |
| 1998 | Inversiones                       | Iain M. Banks                                         | Orbit                 | [ 32 ] |
| 1998 | Queen City Jazz                   | Kathleen Ann Goonan                                   | HarperCollins Voyager | [ 32 ] |
| 1998 | The Cassini Division              | Ken MacLeod                                           | Orbit                 | [ 32 ] |
| 1998 | To Hold Infinity                  | John Meaney                                           | Bantam UK             | [ 32 ] |
| 1999 | The Sky Road                      | Ken MacLeod                                           | Orbit                 | [ 33 ] |
| 1999 | ThiGMOO                           | Eugene Byrne                                          | Earthlight            | [ 33 ] |
| 1999 | Headlong                          | Simon Ings                                            | HarperCollins Voyager | [ 33 ] |
| 1999 | Silver Screen                     | Justina Robson                                        | Macmillan UK          | [ 33 ] |
| 1999 | Children of God                   | Mary Doria Russell                                    | Black Swan            | [ 33 ] |

#### Década de 2000
*   Premiado(s)
| Año  | Obra                                | Creador(es)            | Editor(es)                  | Ref    |
| ---- | ----------------------------------- | ---------------------- | --------------------------- | ------ |
| 2000 | Ash: A Secret History               | Mary Gentle            | Gollancz                    | [ 34 ] |
| 2000 | redRobe                             | Jon Courtenay Grimwood | Simon & Schuster/Earthlight | [ 34 ] |
| 2000 | Paradox                             | John Meaney            | Bantam                      | [ 34 ] |
| 2000 | La estación de la calle Perdido     | China Miéville         | Macmillan                   | [ 34 ] |
| 2000 | Espacio revelación                  | Alastair Reynolds      | Gollancz                    | [ 34 ] |
| 2001 | Ciudad Abismo                       | Alastair Reynolds      | Gollancz                    | [ 35 ] |
| 2001 | American Gods                       | Neil Gaiman            | Headline Feature            | [ 35 ] |
| 2001 | Pashazade                           | Jon Courtenay Grimwood | Earthlight                  | [ 35 ] |
| 2001 | Bold As Love                        | Gwyneth Jones          | Gollancz                    | [ 35 ] |
| 2001 | The Secret of Life                  | Paul J. McAuley        | HarperCollins Voyager       | [ 35 ] |
| 2001 | Lust                                | Geoff Ryman            | Flamingo                    | [ 35 ] |
| 2002 | El último día de la guerra          | Christopher Priest     | Scribner UK                 | [ 36 ] |
| 2002 | Effendi                             | Jon Courtenay Grimwood | Earthlight                  | [ 36 ] |
| 2002 | Luz                                 | M. John Harrison       | Gollancz                    | [ 36 ] |
| 2002 | Castles Made of Sand                | Gwyneth Jones          | Gollancz                    | [ 36 ] |
| 2002 | La cicatriz                         | China Miéville         | Macmillan                   | [ 36 ] |
| 2002 | Tiempos de arroz y sal              | Kim Stanley Robinson   | HarperCollins               | [ 36 ] |
| 2003 | Felaheen                            | Jon Courtenay Grimwood | Earthlight                  | [ 37 ] |
| 2003 | Mundo espejo                        | William Gibson         | Viking                      | [ 37 ] |
| 2003 | Midnight Lamp                       | Gwyneth Jones          | Gollancz                    | [ 37 ] |
| 2003 | El desfiladero de la absolución     | Alastair Reynolds      | Gollancz                    | [ 37 ] |
| 2003 | Natural History                     | Justina Robson         | Macmillan                   | [ 37 ] |
| 2003 | Maul                                | Tricia Sullivan        | Orbit                       | [ 37 ] |
| 2004 | El río de los dioses                | Ian McDonald           | Simon and Schuster          | [ 38 ] |
| 2004 | Jonathan Strange y el señor Norrell | Susanna Clarke         | Bloomsbury                  | [ 38 ] |
| 2004 | Stamping Butterflies                | Jon Courtenay Grimwood | Gollancz                    | [ 38 ] |
| 2004 | Newton's Wake                       | Ken MacLeod            | Orbit                       | [ 38 ] |
| 2004 | Century Rain                        | Alastair Reynolds      | Gollancz                    | [ 38 ] |
| 2004 | Forty Signs of Rain                 | Kim Stanley Robinson   | HarperCollins               | [ 38 ] |
| 2005 | Air                                 | Geoff Ryman            | Gollancz                    | [ 39 ] |
| 2005 | 9tail Fox                           | Jon Courtenay Grimwood | Gollancz                    | [ 39 ] |
| 2005 | Learning the World                  | Ken MacLeod            | Orbit                       | [ 39 ] |
| 2005 | Living Next Door to the God of Love | Justina Robson         | Macmillan                   | [ 39 ] |
| 2005 | Accelerando                         | Charles Stross         | Orbit                       | [ 39 ] |
| 2006 | End of the World Blues              | Jon Courtenay Grimwood | Gollancz                    | [ 40 ] |
| 2006 | Nova Swing                          | M. John Harrison       | Gollancz                    | [ 40 ] |
| 2006 | Icarus                              | Roger Levy             | Gollancz                    | [ 40 ] |
| 2006 | The Last Witchfinder                | James K. Morrow        | Weidenfield & Nicholson     | [ 40 ] |
| 2006 | Darkland                            | Liz Williams           | Tor UK                      | [ 40 ] |
| 2007 | Brasyl                              | Ian McDonald           | Gollancz                    | [ 41 ] |
| 2007 | El sindicato de policía yiddish     | Michael Chabon         | Fourth Estate               | [ 41 ] |
| 2007 | The Execution Channel               | Ken MacLeod            | Orbit                       | [ 41 ] |
| 2007 | Black Man                           | Richard Morgan         | Gollancz                    | [ 41 ] |
| 2007 | El prefecto                         | Alastair Reynolds      | Gollancz                    | [ 41 ] |
| 2007 | Alice in Sunderland                 | Bryan Talbot           | Jonathan Cape               | [ 41 ] |
| 2008 | The Night Sessions                  | Ken MacLeod            |                             | [ 42 ] |
| 2008 | Flood                               | Stephen Baxter         |                             | [ 42 ] |
| 2008 | The Gone-Away World                 | Nick Harkaway          |                             | [ 42 ] |
| 2008 | Anatema                             | Neal Stephenson        |                             | [ 42 ] |
| 2009 | La ciudad y la ciudad               | China Miéville         | Macmillan                   | [ 43 ] |
| 2009 | Ark                                 | Stephen Baxter         | Gollancz                    | [ 43 ] |
| 2009 | Lavinia                             | Ursula Le Guin         | Gollancz                    | [ 43 ] |
| 2009 | Yellow Blue Tibia                   | Adam Roberts           | Gollancz                    | [ 43 ] |

#### Década de 2010
*   Premiado(s)
| Año  | Obra                 | Creador(es)        | Editor(es)    | Ref    |
| ---- | -------------------- | ------------------ | ------------- | ------ |
| 2010 | The Dervish House    | Ian McDonald       | Gollancz      | ·      |
| 2010 | La chica mecánica    | Paolo Bacigalupi   | Orbit         | [ 43 ] |
| 2010 | Zoo City             | Lauren Beukes      | Angry Robot   | [ 43 ] |
| 2010 | The Restoration Game | Ken MacLeod        | Orbit         | [ 43 ] |
| 2010 | Lightborn            | Tricia Sullivan    | Orbit         | [ 43 ] |
| 2011 | The Islanders        | Christopher Priest | Gollancz      | ·      |
| 2011 | Cyber Circus         | Kim Lakin-Smith    | Newcon Press  | ·      |
| 2011 | Embassytown          | China Miéville     | Macmillan     | ·      |
| 2011 | By Light Alone       | Adam Roberts       | Gollancz      | ·      |
| 2011 | Osama                | Lavie Tidhar       | PS Publishing | ·      |